# Oswald Kroh
Oswald Kroh (* 15. Dezember 1887 in Beddelhausen; † 11. September 1955 in Berlin) war ein deutscher Pädagoge und Psychologe.

## Leben
Kroh entstammte einer Lehrerfamilie. Nach der Volksschule besuchte er von 1902 bis 1905 die Präparandenanstalt in Laasphe, danach drei Jahre das Kgl. Lehrerseminar in Hilchenbach und arbeitete fünf Jahre als Volksschullehrer in Erndtebrück, bevor er 1913 das Abitur nachholte. Kroh absolvierte in München und Marburg ein Studium der Mathematik und der Naturwissenschaften für das höhere Lehramt, unter Einschluss von Philosophie, Psychologie und Pädagogik. Zu seinen Lehrern in diesen Fächern gehören Aloys Fischer, Oswald Külpe (München), Paul Natorp und Erich Rudolf Jaensch (Marburg). Er legte in Marburg 1918 beide Dienstprüfungen für das höhere Lehramt ab und promovierte bei Jaensch 1919 („Farbenkonstanz und Farbentransformation“). Kroh wurde Assistent von Georg Elias Müller an der Universität Göttingen und erwarb dort die Venia Legendi 1921 mit der Studie „Subjektive Anschauungsbilder bei Jugendlichen“, eine Untersuchung zum Phänomen der Eidetik.

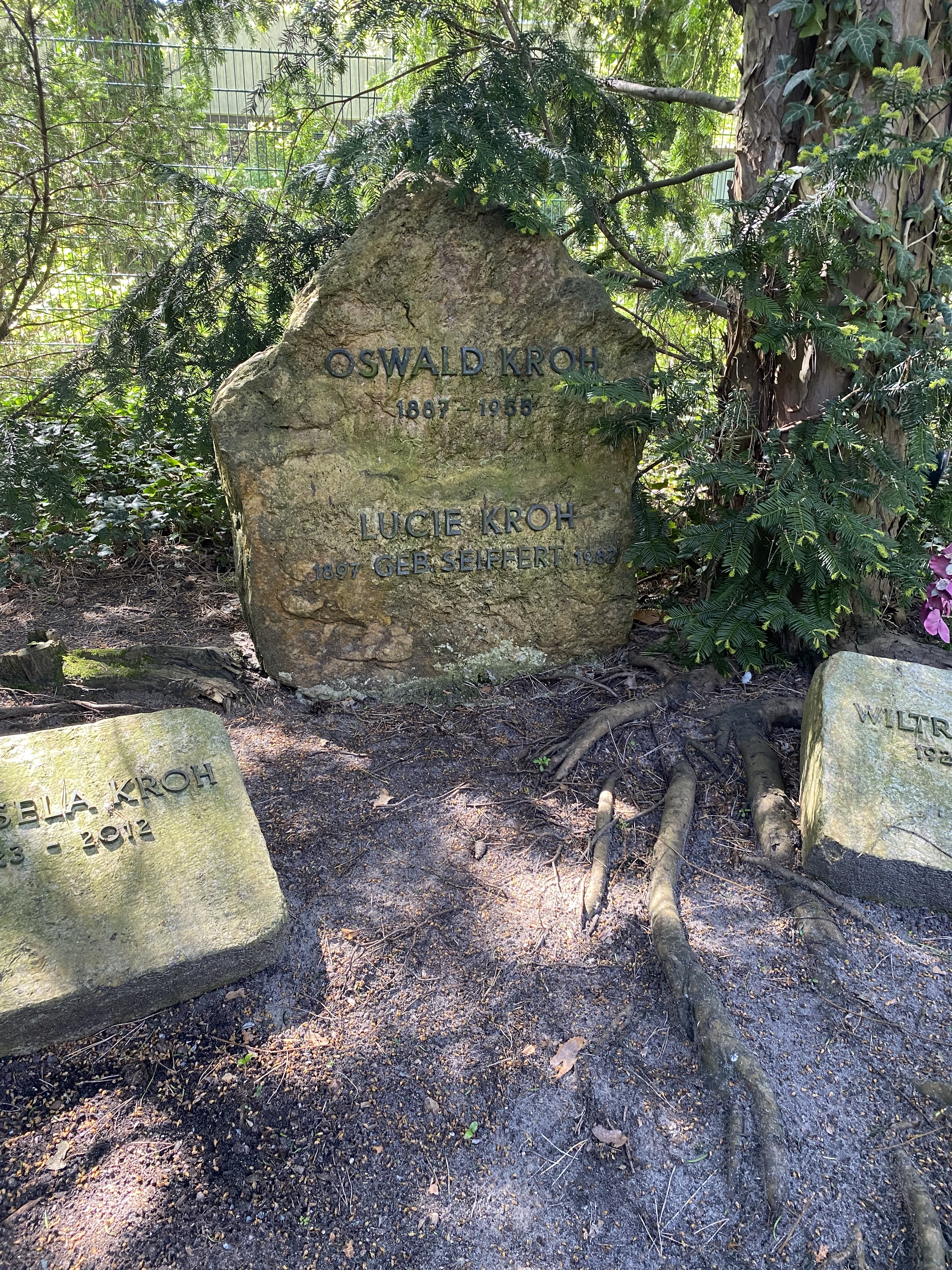
Grabstätte auf dem Waldfriedhof Dahlem

1922 erfolgte die Berufung auf die neu geschaffene außerordentliche Professur für Philosophie, Psychologie und Pädagogik an der Technischen Hochschule Braunschweig, 1923 folgte er einem Ruf an die Universität Tübingen als Professor für Erziehungswissenschaften. Kroh trat zum 1. Mai 1933 der NSDAP bei (Mitgliedsnummer 3.244.305) und gehörte dem „Führerrat“ der Universität an. Von 1934 bis 1938 war er förderndes Mitglied der SS. 1934 erschien seine Abhandlung Völkische Anthropologie als Grundlage deutscher Erziehung. Im Sinne des NS-Regimes leitete er 1936 die Lehrveranstaltung Völkische Menschenkunde als Grundlage deutscher Erziehung – Übungen zur Rassenseelenkunde. Kroh wirkte mit bei der von Günther Just und Karl Heinrich Bauer ab 1935 herausgegebenen Zeitschrift für menschliche Vererbungs- und Konstitutionslehre.
1938 wurde er an die Universität München berufen, wo er Ordinarius für Pädagogik und Psychologie (unter besonderer Berücksichtigung der Heerespsychologie) wurde. Ab 1942 war Kroh an der Friedrich-Wilhelms-Universität Berlin Professor und Direktor des Psychologischen Instituts. Daneben beteiligte er sich als Spartenleiter am NS-Projekt Kriegseinsatz der Geisteswissenschaften und war Herausgeber der Zeitschrift für Psychologie.
Kroh war ab 1940 bis zur Auflösung 1945 Vorsitzender der Deutschen Gesellschaft für Psychologie.
1945 wurde er wegen seiner Mitgliedschaft in der NSDAP als Hochschullehrer entlassen, erhielt aber 1948 an der neu gegründeten Freien Universität Berlin einen Lehrauftrag. 1950 wurde er dort zum Ordinarius für Psychologie ernannt. Er starb fünf Jahre später. Seine Grabstätte befindet sich auf dem Waldfriedhof Dahlem (Feld 009-21).

## Wissenschaftliche Bedeutung
Kroh war mit seiner „Phasenlehre der Jugendentwicklung“ ab der zweiten Hälfte der zwanziger Jahre von bedeutendem Einfluss auf die Lehrerbildung. Aus der Zusammenarbeit mit Ernst Kretschmer gingen 1928 Arbeiten zur psychologischen Typenlehre hervor. Im „Dritten Reich“ machte Kroh keinen Hehl aus seiner Unterstützung des Nationalsozialismus. Das bewahrte ihn nicht vor Konflikten – unter anderem mit seinem Lehrer Jaensch. Ab 1936 war Kroh im Vorstand der Deutschen Gesellschaft für Psychologie unter dem Vorsitz von Jaensch. Nach Jaenschs Tod 1940 leitete Kroh kommissarisch die Deutsche Gesellschaft für Psychologie bis Kriegsende. Er war der einflussreichste Universitätspsychologe im Deutschen Reich während des Zweiten Weltkrieges. Auf ihn geht die 1941 in Kraft gesetzte Diplom-Prüfung für Psychologen zurück, die die Psychologie als akademische Disziplin und den Berufsstand der Diplom-Psychologen in Deutschland begründete.
Kroh wurde 1940 Mitglied der Deutschen Akademie der Naturforscher Leopoldina und 1942 Mitglied der Bayerischen Akademie der Wissenschaften.
Kroh hatte zahlreiche Schüler, darunter aus der Tübinger Zeit Heinrich Roth. An der Freien Universität Berlin waren Krohs Schüler unter anderem die späteren Psychologie-Professoren Klaus Holzkamp, Rudolf Bergius und Gerhard Kaminski.

## Veröffentlichungen (Auswahl)
- Subjektive Anschauungsbilder bei Jugendlichen. Eine psychologisch-pädagogische Untersuchung. Vandenhoeck & Ruprecht, Göttingen 1922.

- Eine einzigartige Begabung und deren psychologische Analyse, Vandenhoeck & Ruprecht, Göttingen 1922.
- Entwicklungspsychologie des Grundschulkindes. 13.–22. Aufl. Langensalza 1944, (Erstaufl. 1928)
- Psychologie der Oberstufe. 7.–10. Aufl. Langensalza 1944. (Erstaufl. 1932)
- Revision der Erziehung. 7. Aufl. Heidelberg 1966 (Erstaufl. 1952)